# Bataille d'Alfarrobeira
La bataille d'Alfarrobeira oppose, le 20 mai 1449, le tout jeune roi du Portugal, Alphonse V, à son oncle, l'Infant Pierre, duc de Coimbra, sur les berges de la rivière Alfarrobeira, à proximité d'Alverca do Ribatejo.

## Contexte
À la mort du roi Édouard Ier, durant l'enfance du nouveau roi, c'est le duc de Coimbra qui est préféré pour assurer la régence (1441-1448), au grand dam des partisans de la veuve du défunt, Éléonore d'Aragon. La classe moyenne et la bourgeoisie voient leur favori triompher face au parti de l'aristocratie. Dès lors une lutte d'influence commence auprès du futur roi.
En juin 1448, conseillé par le Duc de Barcelos, Alphonse Ier de Bragance (principal opposant au régent), par le comte d'Ourém et par l'archevêque de Lisbonne, Alphonse V, devenu roi, décide d'éloigner son oncle de la cour sous prétexte d'aller administrer ses terres et de s'installer dans la maison ducale de Coimbra.
Le roi, convaincu qu'il prépare un complot contre lui, n'écoute même plus les propres tentatives de conciliation du duc de Coimbra. Celui-ci lui renouvelle cependant son allégeance et se défend des calomnies proférées par l'Infant Henri et le comte d'Avranches, qui prétendent pourtant vouloir éviter le drame.
Fin 1448, le roi convoque le duc de Bragance à la cour. Devant traverser les terres de Coimbra, il le fait accompagner d'une escorte. L'Infant a vent de la venue de son ennemi et lui interdit le passage sur ses terres. Il est dès lors jugé rebelle au roi. Celui-ci part en guerre contre lui afin de le soumettre. Il s'installe à Santarém. L'Infant, quant à lui, se dirige vers Lisbonne avec ses troupes. Les deux armées se rencontrent à Alfarrobeira le 20 mai 1449.

## La bataille
L'affrontement, près du nord de Lisbonne, est court et le duc Pierre de Bragance est tué dès le début par une flèche . Le roi Alphonse V de Portugal sort victorieux à la suite de la mort de l'Infant au combat et l'Europe réprouve sa conduite. Isabelle de Portugal recueille à la Cour de Bourgogne ses neveux orphelins : Jacques qui deviend archevêque de Lisbonne puis cardinal; Pierre, futur comte de Barcelone et futur Pierre V d'Aragon; Jean, futur roi de Chypre ainsi qu'Isabelle, future reine de Portugal.

## Conséquences
La bataille d'Alfarrobeira représente le triomphe du courant seigneurial sur le principe de centralisation royal qui annonce déjà l'époque moderne. Le pays tombe dans les mains du duc de Bragance qui a de plus en plus d'influence sur le roi de Portugal.
Sous son règne, Jean II de Portugal rend hommage à son grand-père et lutte énergiquement contre le duc de Bragance.